# Незамаевский район
Незамаевский район — административно-территориальная единица в составе Азово-Черноморского и Краснодарского краёв, существовавшая в 1934—1941 годах. Центр — станица Незамаевская
Незамаевский район был образован 28 декабря 1934 года в составе Азово-Черноморского края. В его состав вошли 3 сельсовета: Весёлый, Незамаевский и Шевченковский.
13 сентября 1937 года Незамаевский район вошёл в состав Краснодарского края.
4 мая 1941 года Незамаевский район был упразднён. При этом Незамаевский и Шевченковский с/с были переданы в Калниболотский район, а Весёлый с/с — в Павловский район.